# Bazylika Matki Bożej Bezpiecznej Przystani i św. Dominika w Valletcie
Bazylika Matki Bożej Bezpiecznej Przystani i św. Dominika w Valletcie (malt. Knisja tal-Madonna ta' Portu Salvo u San Duminku, ang. Church of the Madonna of Fair Havens) – rzymskokatolicki kościół parafialny (jeden z trzech) oraz bazylika mniejsza znajdujący się w Vallettcie, stolicy Malty. Nabożeństwa w bazylice są odprawiane przez ojców dominikanów, których klasztor mieści się obok świątyni.
Dominikanie otrzymali pozwolenie na budowę kościoła od wielkiego mistrza joannitów po wielkim oblężeniu Valletty w 1565 roku. Obecna świątynia została wybudowana w latach 1802–1815 na miejscu poprzedniej budowli z lat 1571-1785 zaprojektowanej przez Girolamo Cassara, zniszczonej przez trzęsienie ziemi w 1693 roku. Kościół został poświęcony w dniu 15 maja 1815 roku. W dniu 25 maja 1816 roku dekretem papieża świątynia otrzymała godność bazyliki mniejszej. W dniu 15 października 1889 roku kościół został konsekrowany. Obiekt jest wpisany na listę National Inventory of the Cultural Property of the Maltese Islands pod numerem 00535
Na początku października 2018 ukończona została renowacja malowideł sufitowych w kościele. Ich wykonawcą był Giuseppe Calì, maltański malarz z przełomu XIX/XX wieku.  